# Edmund Uher
Edmund Uher (auch Edmond Uher, ungarisch: Uher Ödön, * 30. Juni 1892 in Hermannstadt, Ungarn; † 17. März 1989 Cap d’Antibes, Frankreich) war ein Unternehmer, Gründer der Firma Uher & Co, einem Vorläufer der Uher-Werke, und Erfinder des fotografischen Schriftsetzsystems „Uhertype“.

## Leben
Edmund Uher war zunächst in Ungarn in der Filmbranche tätig und betrieb ein Konstruktionsbüro. In den 1920er-Jahren machte er verschiedene Entwicklungen für das grafische Gewerbe und stellte 1927 Kontakt zu MAN Druckmaschinen AG in Augsburg her. 1930 erhielt Uher mehrere englische Patente auf seine Fotosatzmaschine und ein weiteres Handsetzinstrument. Nach Gründung der Entwicklungsgesellschaft Uher & Co. in München in den 1930er-Jahren begann er mit dem Bau von Prototypen in den Süddeutschen Mechanischen Werkstätten am Starnberger See. Uhers Kommanditist MAN (zeitweise auch zusammen mit Messerschmitt und BMW) finanzierten die Versuche. Jan Tschichold entwarf 12 Schriften für die Maschine. 1935 erschien im „Penrose Annual“ als Werbung eine Satzprobe der Uhertype-Maschine, die eine neue Freiheit bei der Gestaltung versprach. Noch vor dem Jahr 1939 wurden allerdings die Experimente mit der Maschine beendet und die beiden einzigen Prototypen verkauft. Während des Zweiten Weltkriegs übernahm Uher Aufträge für die Flugzeugindustrie und eröffnete Zweigunternehmen in Wien und Budapest. Er beschäftigte 1944 6000 Mitarbeiter. Nach dem Krieg baute er die Uher-Werke GmbH in München und Wien wieder neu auf, verkaufte aber später seine Anteile des Münchner Werks an einen Miteigner und konzentrierte sich auf die Wiener Zweigstelle. Das Unternehmen beschäftigte sich von diesem Zeitpunkt an nicht mehr mit Setzmaschinen.
Nach 1945 konstruierte Uher unter anderem ein vollautomatisches Keilriemengetriebe für Mopeds und Motorroller, wie es die von 1954 bis 1957 gebaute DKW Hobby hatte. Das Getriebe wurde im Jahre 1954 zum Patent angemeldet. Außerdem entwickelte er Automatikgetriebe für Autos.
Im Jahr 1970 übergab Edmund Uher die Leitung der Wiener Gesellschaft an seinen Sohn Alfons. Ende August 1987 wurde Uher 95-jährig durch sein wohl letztes Interview mit dem Münchner Merkur noch einmal gewürdigt.